# Хулио Умберто Грондона (стадион)
Эстадио Хулио Умберто Грондона, либо неофициально Эль Виадукто (исп. Estadio Julio Humberto Grondona; El Viaducto) — стадион футбольного клуба «Арсенал» из Саранди (Аргентина).

## История
Арена находится в пригороде Саранди города Авельянеды. Стадион был построен в 1964 году, реконструирован в 2004 году и заново открыт 7 августа того же года. Первоначально стадион вмещал 5 900 человек, после постепенных расширений и реконструкции его вместимость ныне составляет 18 300 зрителей.
Стадион был назван в честь Хулио Грондоны, основателя «Арсенала» и чиновника, занимающего посты президента Ассоциации футбола Аргентины (избирался 9 раз) и вице-президента ФИФА.
Из-за небольшой вместительности стадиона он не может проводить финалы крупных международных турниров, так единственный домашний матч «Арсенала» в финале важного международного соревнования Южноамериканского кубка 2007 прошёл на арене «Эстадио Хуан Доминго Перон» в Авельянеде.